# 1,2-diidrossi-3-metil-1,2-diidrobenzoato deidrogenasi
La 1,2-diidrossi-3-metil-1,2-diidrobenzoato deidrogenasi è un enzima appartenente alla classe delle ossidoreduttasi, che catalizza la seguente reazione:
1,6-dihydroxy-5-methylcyclohexa-2,4-diene-1-carboxylate + NAD+ ⇄ 3-methylcatechol + CO2 + NADH
Questo enzima è coinvolto nel processo di degradazione dell'm-xylene nei batteri.